# Olaf Grundmann
Olaf Grundmann (* 7. August 1968 in Iserlohn) ist ein ehemaliger deutscher Eishockeytorwart, der während seiner Karriere drei Spielzeiten in der Deutschen Eishockey Liga bei den Kölner Haien verbracht hat.

## Karriere
Grundmann begann seine Karriere 1986 beim damaligen ECD Iserlohn in der 1. Bundesliga. Dort war er allerdings nur Ersatztorwart und wechselte 1991 zum EHC 80 Nürnberg, den er nach nur einer Saison wieder verließ und sich dem EC Hannover anschloss. Beim ECH absolvierte er 42 Zweitliga-Spiele. Im Sommer 1993 kehrte er nach Iserlohn zum ECD zurück, der sich mittlerweile ECD Sauerland nannte.
Zur Spielzeit 1994/95 unterschrieb er einen Vertrag bei den Kölner Haien, mit denen er in derselben Saison deutscher Meister wurde. Grundmann blieb bis 1997 bei den Haien und spielte mit dem Verein 1996/97 in der European Hockey League. Es folgte eine Spielzeit beim SC Bietigheim-Bissingen und eine beim Gelsenkirchener EC, ehe er 1999 seine aktive Eishockeykarriere beendete. Im Jahr 2005 kehrte Grundmann noch einmal zurück und war in elf Spielen für den damaligen Regionalligisten EHC Dortmund aktiv. 

## Erfolge und Auszeichnungen
- 1995 Deutscher Meister mit den Kölner Haien